# SNTG1
La gamma-1-sintrofina es una proteína que en los seres humanos está codificada por el gen SNTG1.
La proteína codificada por este gen es miembro de la familia de las sintrofinas. Las sintrofinas son proteínas citoplasmáticas de membrana periférica que típicamente contienen dos dominios de homología de pleckstrina (PH), un dominio PDZ que biseca el primer dominio PH y un dominio C-terminal que media la unión de distrofina. Este gen se expresa específicamente en el cerebro. Se han descrito variantes de transcripción de este gen, pero no se ha determinado su naturaleza completa.